# Guram Kostava
Gouram Giorgisdze Kostava (en géorgien : გურამ გიორგის ძე კოსტავა ; en russe : Гурам Георгиевич Костава, Gouram Guéorguiévitch Kostava), né le 18 juin 1937 à Tbilissi (RSS de Géorgie, URSS) et mort le 20 juin 2024, est un escrimeur géorgien pratiquant l'épée, double médaillé de bronze olympique en individuel et par équipes sous bannière soviétique.

## Carrière
Guram Kostava prend part à deux éditions des Jeux olympiques, obtenant une médaille de bronze dans les deux cas. La première, aux Jeux olympiques d'été de 1960, à Rome, dans l'épreuve par équipes, consécutive à des victoires face au Liban, la Suisse, le Japon et l'équipe unifiée d'Allemagne. Seul le pays-hôte, l'Italie, parvient à stopper la progression des Soviétiques en demi-finale (6 victoires à 9). L'Union Soviétique décroche le bronze en battant la Hongrie dans la petite finale (9-5). En individuel, Kostava est éliminé au quatrième et avant-dernier tour de poules. Il se classe 10e.
En 1964 à Tokyo, Kostava se qualifie cette fois-ci pour la poule finale de l'épreuve individuelle, une poule très réduite qui ne compte que quatre tireurs. Il y bat Hryhoriy Kriss, qui gagnera malgré tout le titre, mais ses défaites contre Bill Hoskyns et Gianluigi Saccaro le privent d'un barrage pour la médaille d'or. Opposé de nouveau à Saccaro pour le bronze, Kostava l'emporte (5-0). Ce bon résultat est contrasté par la déception de l'épreuve par équipes : les Soviétiques, battus par la Hongrie dès les quarts de finale, se contentent de la 7e place.
En dehors des Jeux, il obtient deux titres mondiaux par équipes en 1961 et 1967. En individuel, il est double médaillé de bronze en 1963 et 1965. Il a également été champion d'Union Soviétique en 1961.

## Palmarès
- Jeux olympiques
  -  Médaille de bronze par équipes aux Jeux olympiques de 1960 à Rome
  -  Médaille de bronze aux Jeux olympiques de 1964 à Tokyo

- Championnats du monde d'escrime
  -  Médaille d'or par équipes aux championnats du monde d'escrime 1961 à Turin
  -  Médaille d'or par équipes aux championnats du monde d'escrime 1967 à Montréal
  -  Médaille d'argent par équipes aux championnats du monde d'escrime 1959 à Budapest
  -  Médaille d'argent par équipes aux championnats du monde d'escrime 1966 à Moscou
  -  Médaille de bronze aux championnats du monde d'escrime 1963 à Gdańsk
  -  Médaille de bronze aux championnats du monde d'escrime 1965 à Paris
  -  Médaille de bronze par équipes aux championnats du monde d'escrime 1965 à Paris